# Spiropes guareicola
Spiropes guareicola är en svampart som först beskrevs av Frank Lincoln Stevens, och fick sitt nu gällande namn av Raffaele Ciferri 1955. Spiropes guareicola ingår i släktet Spiropes, divisionen sporsäcksvampar och riket svampar.   Inga underarter finns listade i Catalogue of Life.